# 神様のバレー
『神様のバレー』（かみさまのバレー）は、原作：渡辺ツルヤ、作画：西崎泰正による日本の漫画。バレーボールを題材にした漫画で、『週刊漫画TIMES』（芳文社）にて、2012年12月21日号から不定期連載中（3号連続で掲載のあと1回だけ休載を挟む）。2022年9月時点で電子書籍を含んだ累計部数は600万部を突破している。

## あらすじ
実業団Vリーグチームの凄腕アナリスト阿月総一は、的確に相手の弱点を見抜いて、相手チームの嫌がるプレイをしかける「嫌がらせの天才」で、裏方でありながらチームを2度優勝に導いていた。だが、その後は日々携帯ゲームにかまけるなど退屈な素振りを見せ、Vリーグ1チームのアナリスト程度に満足していない様子だった。そんな彼のもとに、日村化成の会長が「万年1回戦負けのチームを全国優勝させれば、全日本男子の監督のイスを用意する」という賭けをもちかける。かくして阿月は、成り行きで万年一回戦敗退の弱小チーム、幸大学園中学校バレー部のコーチとなる。
そこには、かつて全日本女子候補だった女監督の鷲野孝子が赴任していた。ところが、彼女が率いる幸大学園バレー部は、「気合と根性」だけの練習を重ねていたが、レギュラーだけが練習をする非効率さで、チーム全体に負け犬根性が連鎖していた状態だった。そこで、阿月は補欠メンバーたちを鍛え上げ、地区大会での初勝利を達成する。その後、2回戦で負けた幸大学園バレー部であったが、阿月の思惑通り、チームメイトの闘志に火がつき、負け犬から自ら勝利へ導き出していこうとする「野犬」へと生まれ変わり、勝利への執念、勝負への意識が芽生えていく。そして、ガンマンズのアナリスト 木下勇紀、そして同じくアナリストをしていた盛長緑子の協力を得ながら、全国優勝を目指すべく、画策を始めるのだった。
なお、舞台については関東地方に存在する架空の都市名となっており、主に東市、南市、西市、北市の4都市がある。8巻で茨城県のチームと練習試合をくんでいること、関東大会で栃木県、埼玉県、東京都の1位チームが出揃っていること、同都県が同じブロックに入らないなかで幸大学園と同じブロックに山梨県のチームが入っており、同県の薬丸中と同じブロックに神奈川県のチームが入っていることから千葉県を舞台にしていると考えられるが、本編で県名の明言はない。

## 登場人物

### 主要人物
阿月 総一（あづき そういち）
「バレーの神」を自称する天才アナリストの青年。相手チームが嫌がることを徹底する戦略で、チームに勝利をもたらすことがモットー。実業団Vリーグチーム「日村化成ガンマンズ」のアナリストで大会2連覇の立役者だったが、日村化成会長の「万年1回戦負けのチームを全国優勝させれば、全日本男子の監督のイスを用意する」という約束を信じて、幸大学園中学校のコーチとなる。生徒たちに自分のことを神と崇めさせ、鷲野監督のことをハゲワシ呼ばわりするなど傍若無人で傲岸不遜な性格。しかし、アナリストとしては一流であり、試合の戦術だけではなく、大局的な目標達成に向けた戦略を試合外で駆使している。本人に言わせればバレーボールは「クソみたいな競技」で友人の誘いもあってバスケットボールを始めるつもりだったらしい。しかし、中学時代のバレーボール部所属中に当時の児玉誠監督が仕掛けた呪い（8-20という敗勢から、たった一つの挙動でチームが奇跡的な逆転に成功したこと）に取り憑かれてからは、バレーボールから離れたことはなく、その呪いを解く方法を日々得ようとしている。中学時代は山陽地方の下道（げどう）中学に登校していた。中学時代の地区大会の決勝では、平野の丸内中に(25-6,25-0)で勝ち越しており、平野や他の中学生からはゲドーの阿月と恐れられていた。なお、バレーボール選手としては現在も超一流であり、練習試合でもウィングスパイカーとしてその実力を発揮している。
鷲野 孝子（わしの たかこ）
幸大学園中学校の女監督。コートネームはイーグルアイと呼ばれ、その直向きなプレイにファンも多く付いていたVリーグ岡城製薬所属の名選手だった。かつては全日本女子入りを期待されていたが、膝の故障から実業団を引退し、後に幸大学園の監督となる。「気合と根性があれば勝てる」がモットーだが、阿月には否定され、以後は勝ちたいというバレー部員らの気持ちを酌み取り、阿月の方針にはきちんと従っている。監督としては戦術面などは未熟なものの、練習や技術の指導については優れており、阿月からも高く評価されている。なぜか阿月からはハゲワシと呼ばれている。元バレーボーラーだけあってスタイルは良く背も高く、ブロッカーとしても実力を見せているシーンもある。現役時代はアイドル選手としても名が売れていたようで、引退後もバレー関係者にとっては憧れの的として描かれている。
木下 勇紀（きのした ゆうき）
実業団ガンマンズのアナリストを務める小太りの青年。阿月の1年年下で阿月とは隣の校区だが、中学時代に大会で阿月に出会い感銘を受け、高校、大学、社会人と阿月に取り憑かれるように彼の足跡を追って日村化成ガンマンズに辿り付いた。データを重んじるタイプで、分析力もなかなかのものがあり、阿月の一番の理解者でもある。鷲野孝子のファンでもあり、彼女とは少しいい関係にもなっている。また、ともにバレーボールを心から愛する身から、呪いが解けたらバレーボールから退こうとしている阿月を引き留めようというお互いの思いも共有している。マッシュルームカットの頭で、あだ名はキノコだが、緑子からはブタシメジと呼ばれている。ポジションはセッターで、阿月の前で呼吸抜群のクイックプレイを披露している。
盛長 緑子（もりなが みどりこ）
実業団ガンマンズのアナリストで、内跳ねの髪型と尖った眉が特徴。家電、住建、保険、マスコミなど様々な業種に進出している盛長グループの令嬢で、阿月に似た傲岸不遜さを持つじゃじゃ馬娘。自邸は巨大なお屋敷であり、家訓は「この世の硬貨は国のもの、この世の紙幣は我のもの」。執事や使用人、社内の部下を顎で使う傍ら、自分自身もあれこれと動き回っている。元々は盛長ホームダックスのリベロであり、故障中の鷲野を試合で挑発して引退させた元凶でもある。阿月総一にぞっこん惚れ込んでおり、自らをフィアンセと名乗ったり、本人の前で愛が欲しいなどと伝えたりしているが、ほとんど相手にされていない。阿月の指令で左遷に近いイタリア派遣を解かれ、幸大学園バレー部のコーチとして阿月の片腕として活躍。阿月に負けず劣らず、優れた観察眼と洞察力を発揮しており、阿月も彼女の能力は非常に高く買っている。阿月からはグリーンと呼ばれたコートネームをもじって"グリ子"と呼ばれている。感情的になるとイタリア語で叫ぶ癖がある。バレーボールの腕前はリベロとしてだけでなく、変化の強いフローターサーブを放つなどサーバーとしても実力を発揮している。幸大学園の1年、2年を使った偵察部隊にはアルファベット3文字のコードネームを用いている。

### 幸大学園中学校
東市に位置する私立の進学校。バレー部は20年連続一回戦敗退の弱小だったが、2年前から鷲野が監督に就任、その丁寧で的確な指導により、最低限のバレー技術は持っていた。後に、阿月の指導と持ち前の知性を生かした嫌がらせ（I）と騙し（D）に満ちたIDバレーを行い、他校からも一目置かれる存在になる。
滝川 三秀（たきがわ みつひで）
背番号1。キャプテン。夏の試合に、二年生レギュラーとして出場したが、敗戦。悔しさを感じ、同じ思いをしないために、部員達の前で全国優勝を誓う。後にキレのあるスパイクを武器とするエースアタッカーとして頭角を現し、新人戦を戦い抜く。インコースへのスパイクが得意。秋の歩木浜戦敗北後、セッターに転向を命じられ、福井からその技術を吸収し成長したことで、福井と共にツーセッター兼スパイカーを担うようになる。あだ名は「ミィ」で、元々は家庭で呼ばれていたものである。福井、西浦が家に訪問してきた時に愛称がバレてしまい、あっという間にあだ名として浸透してしまう。文系科目に強い。福井のような描写があるわけではないが、チームメイト曰くモテるらしい。
福井 直樹（ふくい なおき）
背番号4。副キャプテン。ポジションはセッターまたはスパイカー。成績優秀で学年首席、特に理系科目に強い。また、阿月の課題も試合のうちに解き明かすなど、進学校の中でも抜きん出た、優れた知性を持つ。一方でやや短気な面があり、焦った際にはプレーが雑になりやすい。阿月にはその性格から「インテリ番長」とあだ名されていた。滝川とはセッター及びスパイカーとして教え合い、高め合う信頼関係を築いている。二枚目で女子にモテており、やや気障な一面がある。鷲野監督に憧れていたが、自ら身を退き、後に寝川中学校のマネージャーといい仲に。
倉木 大河（くらき たいが）
背番号3。背が割と高いセンタープレイヤー。練習嫌い。勉強についても「矛盾」を「よじゅん」と読むなど、あまり得意ではない描写が見られる。しかし、相手のアタックへの嗅覚と、相手を逆手にとる言動で後述の坊山とメリハリのついたセンター線を形成している。警戒心が強い曲者であり、一番阿月の魂胆を理解しており、そのたびに不敵な笑みを浮かべている。そのため、阿月には相手を欺く際の切り札として重宝されている。全国大会の初戦である帝王児戦でチームの中で一番早く覚醒(阿月曰く開花)し、駆け引きやフェイクの技術など頭脳戦に長けた選手に変貌した。
上島 亮（うえしま りょう）
背番号6。幸大のリベロで、チームの守護神となる。データやそこから派生した予測などを生かすチームの特性上、ブロックがコースを限定するなど、仲間との連携により相手のスパイクを防ぐシーンが多い。穏やかで素直な性格だが、根性なら誰にも負けない努力家で勝ち気も強い。
伊藤 仁（いとう ひとし）
背番号5。スパイカー。小学生時代将棋の全国チャンピオンだった。読み合いによるフェイントやブロックアウトを精確にこなし、頭脳的なプレーも得意とする。
坊山 悟（ぼうやま さとる）
背番号2。センタープレイヤー。背が高く、ブロックの要。正直な性格でやや情に脆い。昼休みに一人でブロック練習をするほど生真面目で、その実直さによって阿月が伝授した秘密兵器、アングルチェンジ（ブロックを用いてチャンスボールにしてしまう技）をものにした。
西浦 雅人（にしうら まさと）
背番号12。ポジションはスーパーエース。2年生。通称「筋肉ダルマ」。1年時に阿月の指示で行われた鬼ごっこで鬼になり続けたことから小柄ながら優れた跳躍力、筋力、スタミナを獲得した。他の部員同様作中で成長していき、その身体能力を生かしたブロックを強行突破する強烈なスパイク、同じく強烈なジャンプサーブなどを武器にする。一方でトス、レシーブはからっきしだったため、グリ子から特殊なレシーブを教わるなどを経て、全国大会に入る頃には多少改善された。半田学園の河野を師匠と呼び、関東大会の決勝にいて河野からライバルとして意識されるにまで至ったものの、ハイペースなオーバーワークで足が吊ってしまい、チームの敗北をベンチで泣きながら見届けることとなった。見た目は飄々としているが機転が早い。
原田（はらだ）
背番号11。2年生のセッター。当初はアドリブができないなど、アラが目立つプレーが多かったが、1年間の実践と練習を通し、相手を振り回せるトスワークができるまで成長した。
森（もり）
背番号10。2年生ブロッカー。ブロックとクイックのターン打ちが得意。帝王児戦では相手エース岡島のブロックを一枚で止めるなどの活躍を見せる。
星野（ほしの）
背番号9。ブロッカー。2年生。新人戦県大会では、寝川中の武藤相手に初のブロックポイントをとる。
村井（むらい）
背番号7。新2年生となってからレギュラー入りした。
川合（かわい）
背番号8。2年生。

#### 男子バレー部OB
高橋（たかはし）
背番号9。補欠選手だったが、阿月コーチにサーブの指導を受けて、幸大学園の初勝利に貢献する。背は低く、内気な性格。後輩からの人気もある。
小池（こいけ）
背番号7。補欠選手だったが、阿月コーチにスパイク指導を受けて、幸大学園の初勝利に貢献する。背が高く、お人好しな性格。高橋同様後輩からの人気がある。

### 二子石（にこいし）中学校
幸大学園が位置する東市の地区優勝常連校。愛称はニコ中。
井川 一樹（いがわ）
背番号1。ミドルブロッカー。キャプテン。小学生時代から滝川をライバル視している。得意技は高速Bと通常のBによるスパイクなどで、優れた運動能力を持ち、一人時間差などもこなせる。歩木浜中との試合では二段跳びで片山のツーアタックに対抗する。
合田 忠司
コーチ。通称、ゴウちゃん。
渡辺 茂仁
監督。通称、シゲちゃん。浅黒い肌が特徴。中体連の役員でもあり、関東大会の抽選などにも参加している。選手のメンタルに配慮した指導を得意としているが、技術指導に関しては鷲野に一歩劣るようで、阿月には「伸びしろを縮めた」と揶揄された。くじ運は良いほうだが、宝くじなどの我念が入るものに関しては当たったことがない。その祖先は戦国時代に暗躍した陰陽師の家系であり、関東大会の抽選では渡辺家に伝わる秘伝の呪文を使用した。

### 歩木浜（あるきはま）中学校
設楽監督率いる南市のダークホース。愛称はアル中。
片山 健（かたやま けん）
背番号4。セッター。左利き。典型的なセッタータイプであると言われており、全体を見通す戦術眼を持つ他、スパイカーとしても一流の技術を持つ。試合外でも相手にプレッシャーを与えるために働きかけるなど、利用できるものは何でも利用する性格。基本的に対戦相手に対しても丁寧語で接するが、内心では相手を見下していることが多い。その一方で、承認欲求が強く、県下で注目を集める幸大学園と福井には強いコンプレックスを頂いている。選抜大会にて“ツー＆クイック”のコンビを披露し、幸大学園を破ったことで増長。しかし、全中の県大会にて大敗を喫し、関東大会では精神的に追い詰められることとなった。
設楽 香（したら かおり）
若き美人監督。綺麗で穏やかな見た目とは裏腹に腹黒い策士であり、プライドが高く、自己顕示欲も強い。プロポーションに優れており、その豊満な胸(Gカップ)から阿月はメロンなどと呼んでいる。阿月をハニートラップで引っかけてチームに合った戦術を聞き出し、選抜大会優勝を手にしたが、それ自体が阿月の戦略の一環で、夏の県大会決勝にいて鷲野に惨劇と言われるほど幸大にボコボコにされ、関東大会ではボロボロのメンタルのまま挑み強豪になすすべなく惨敗し、自分の能力の足りなさを悔やんでいた。

### 薬丸（やくまる）中学校
全中出場経験もある強豪。西市の代表で、ボールを拾って繋ぐ地上型バレーを得意とするチーム。愛称はヤク中。横断幕は「粘れ、落とすな薬中！」。
坂本 理一（さかもと りいち）
背番号3。双子の兄でポジションはセッター。弟の光二と共に、小学校からの経験と松平の教えを生かし、繋ぎのバレーの中核を成すようなプレーをする。
坂本 光二（さかもと こうじ）
背番号4。双子の弟でポジションはリベロ。兄の理一と共に、小学校からの経験と松平の教えを生かし、繋ぎのバレーの中核を成すようなプレーをする。
坪井 孝史（つぼい）
背番号6。ライトスパイカー。周りのプレーを見て、少しでも生かせるところがないか探す貪欲な性格をもつ。全国大会の切符をかけた関東大会2回戦の終盤で左足を怪我してしまうが、その直後に幸大の伊藤から学んだことを生かしチームを救う。そのプレー後に石田との交代でベンチに下がり、彼の口から松平との出会いなどの回想が(作中では仁木に話す形で)語られることになる。
保田（たもつだ）
背番号1。
浜野（はまの）
背番号2。
柳楽（やぎら）
背番号5。彼女はB組の磯田。
三枝（みき）
背番号7。14巻時点では、2番の選手が三枝と呼ばれている描写がある。
石田（いしだ）
背番号9。リリーフサーバー。スタメンに負けないレシーブ力で、大舞台で途中出場ながらも流れを呼び込む活躍を見せる。
松平 光国（まつだいら　みつくに）
監督。かつては「東の闘将」と呼ばれた。「東の闘将」(松平光国)、「西の鉄仮面」(児玉誠)と呼ばれる両監督によって全国大会が席巻された時代がある。近年は指導が甘くなったと言われるが、策士としての技量は健在で、老獪な戦略で相手を翻弄する。今年で定年予定。理一らの学年の生徒とは、彼らが小学4年生だったときからの付き合いで、指導が変わったと言われ始めたのもこの時期である。
仁木（にき）
コーチ。自身も松平の指導を受け、全中ベスト8まで勝ち上がった。生徒からはアニキと呼ばれ慕われているが、本人は子供たちをあまり好んでいない。半田学園の沖山コーチとは大学の先輩後輩で、互いをニッキー、オッキーと呼び合う仲。

### 寝川（ねがわ）中学校
南市の強豪で、ワンマンエースのオープンバレーを得意とするチーム。愛称はネッ中。
武藤 恒明（むとう つねあき）
背番号7。高身長で県内トップレベルのスパイカー。妄想癖があり、マネージャーの井上に熱を上げていたが、あっさり振られる。また、成績は悪く赤点続き。空気を読まずに、感動的なシーンで夏休みの宿題の俳句を考えたりしている。
東（ひがし）
背番号1。
難波
背番号4。
井上 祥子（いのうえ　しょうこ）
バレー部のマネージャー。見た目とは裏腹に気が強く、異性にも積極的。幸大学園の福井と親しくなる。
平野 武志（ひらの たけし）
監督。阿月とは因縁があり、中学（丸内中）時代は不良でいじめっ子だったが、阿月に屈辱的な敗北を喫し、更生するとともに彼の存在がトラウマになる。中学校教師を選んだのも、阿月、五十嵐、雪村の3人と遭遇することはないと思っていたからだという。その後は阿月、木下と和解しており、また生徒からの人望も厚く、全国大会前に薬丸中を呼んで行った合同練習において、井川や片山らを招集できたのも彼の呼びかけあってこそである。バレーボーラーとしての実力もそこそこ高い。

### 半田学園中学校
夏の予選は東京1位。関東大会の優勝候補で打倒薬丸中学を目標にしていた。愛称はハンガク。
河野 雄真（こうの ゆうま）
背番号5。スーパーエース。190センチメートルを越える長身で、なおかつ身体能力がずば抜けている。しかしその一方、メンタルは繊細で脆い。特撮が好きで、自分のスパイクやクイックをユウマサンダーと名付けるなど幼稚な面もある。
佐藤 公春（さとう きみはる）
背番号2。セッター。監督やコーチに負けないほど卓越した観察力と推理力をもち、セッターとしての技術も非常に高い。オカルト関係に深い興味をもつ。入学直後に河野雄真から誘われたことをきっかけにバレーを始め、そのことを今でも感謝している。普段は内気で大人しい態度が目立つが、試合中はチームに檄を飛ばすなど勝利に対して真摯な態度を見せる。かなり根に持つ性格であり、相手に裏をかかれた際などはチームメイトが威圧されるほど豹変した表情を見せる。
栗田 俊郎（くりた としろう）
背番号1。キャプテン。身長がチームで2番目に高い。河野の小バレの同級生。
横田 恭介（よこた きょうすけ）
背番号3。河野の小バレの同級生。
岩藤 公明（いわどう きみあき）
バレー部監督。名監督として知られ、優れた観察力と的確な指導力、判断力を持つ。敢えて厳しい態度をとることで生徒を精神面でも成長させ、大一番でも集中力を持続できる強力なチーム作りに成功した。その一方で戦術・戦略面は鷲野や阿月に及ばず、全国大会の第一試合で水上監督率いる辻実東中学に辻斬りを許してしまっている。
沖山 春男（おきやま はるお）
コーチ。薬丸中の仁木コーチの大学時代の先輩。岩藤の指導技術を学ぶ意欲が強い。薬丸中の仁木コーチとは大学の先輩後輩で、互いをオッキー、ニッキーと呼び合う仲。戦略面でチームに貢献しており、公春の予測した幸大学園の進化に対応するためのフォーメーションを考案したほか、歩木浜の”ツー＆クイック”の弱点を初見で見抜くなどの活躍を見せている。その一方で、生徒に対する指導方針がやや甘かったり、重要な内部情報を敵チームに明かしてしまうなど未熟な面も多く、岩藤には頭が上がらない日々が続いている。

### 藤代台中学校
夏の予選は埼玉1位。
米田 聡士（よねだ さとし）
背番号1。被せ打ちを隠し手としてもつエース。半田学園の河野をライバル視している（しかし河野には覚えられていない）。
平原 学（ひらはら まなぶ)
背番号3。セッター。
村田 秀則（むらた ひでのり）
背番号4。大食い。クイッカーとしての印象が弱いという理由でナオに正レギュラーを奪われ、サブに回っている。
浅山 広志（あさやま ひろし）
背番号5。機転の利いたプレーや戦略性のある言動を見せる。福井には切れ者の裏エースと称される。
青山 直（あおやま なお）
背番号11。センター。左利きクイッカー。2年生。幸大解析班に極端な左利きと称されるほど、右に比べ、左の反応が早い。
金田 みつお（かねだ みつお）
監督。全中常連者の「平日の5人」に数えられる名将で辻実東の辻斬りを破ったことから「埼玉の英雄」と呼ばれるようになった。奇策への嗅覚と対策がずば抜けているらしい。

### 協創学園中学校
夏の予選は栃木1位。関東大会優勝候補の一角。リベロと二枚エースが看板。監督は眼鏡をかけた年増な女性。
松永（まつなが）
背番号12。2年生リベロ。自分のことを関東ナンバーワンリベロだと思っている。
小林（こばやし）
背番号4。2枚エースの片割れ、もう一人をノリと呼んでいる。

### 下道中学校
中国地区からの全国出場校。場所は旧山陽道が通る位置にあり、下道（げどう）とは参勤交代帰りの下り道に因むと木下が本編で語っている。治安はすこぶる良くなく、駅舎が何者かに放火された過去がある。阿月の母校。愛称はゲッチュウ。横断幕は「不屈の闘志」。学校のモデルは岡山市立上道中学校。
石原 直幸（いしはら なおゆき）
３年生。セッター。アダ名はキャップ。
山本 哲也
竜太郎
カズ
竜馬
正式名称現在不明
芝原 祐治（しばはら ゆうじ）
下道中唯一の2年生。背番号7。児玉の指導のもとドライブサーブの練習をしていた。
児玉 誠（こだま まこと）
監督。かつては「西の鉄仮面（ポーカーフェイス）」と呼ばれた阿月の恩師で、阿月に「呪い」をもたらした人物。4年前に赴任しており、今年で廃部となるため、男子バレーボール部にとっては最後の大会となっている。以前からノーマークの無印校を1年ほどで全国レベルまで鍛え上げることに定評がある。

### 市立渕井中学校
北信越地区からの全国出場校。場所は長野県。「平日の5人」が監督を率いるが、応援のガラは悪く、「渕井ブースト」と呼ばれている。横断幕は「鋼の魂」。
浦上 昭和（うらかみ あきかず）
あだ名は「昭和（しょうわ）」。バイク窃盗や学校侵入でガラス叩き割りなど時代に合わない不良行為などをしていたところ、婦警の福島に身柄を拘束され、バレー部入部を強要される。父は死別しており、母方の祖母の家がある長野に引っ越したが、環境に馴染めず不良に染まっていた。その後は木笠らの協力もあって荒んだ人格も更生されているが、敗北寸前までトイレに籠もったりと、マイペースで他人とずれた感覚は相変わらず。チームのエースであり、圧倒的な攻撃力を持っている。
福島
一帯を管轄する婦警であり、浦上のことを気にかけている。言葉遣いが乱暴な姐御肌であり、知人であれば大衆の見ている前でも遠慮なく鞭を振るう。
木笠 智之（きがさ ともゆき）
長野の魔人と呼ばれる名監督で、「平日の5人」の一人。行動が迅速なことから、福島からは「ランプの魔人」と呼ばれている。徹底したスパルタ教育で知られ、どんな非行少年でも入部したら最後、更生するしかないという。それでいながら効率の良い練習法が評価されている。癖のある選手の扱いが上手く、全国で初めて3連覇を成し遂げた。モデルとなった人物は東京都足立区立淵江中学校の日笠智之監督。
沢井 蔵人（さわい くらと）
渕井中学男子バレー部のOB、前年度のチームではキャプテンを務めていた。真央（まお）という彼女がいる。車イスを使っているが、詳細は不明。

### 県立帝王児中学校
近畿地区からの全国出場校。場所は滋賀県。ノーマークながら駿河栄蘭学園の全国優勝5連覇を阻止し優勝。「平日の5人」の紅一点、火野暁音が指揮を執る。元々ママさんバレーなどバレーボールが盛んで、小学生バレーでも全国常連の強豪が集まる土地柄だったが、男子バレーの人気減退によって男子バレー部は一度廃止の憂き目にあっていたにもかかわらず、再興、そして優勝までしている。
保護者の容姿侮辱事件」をきっかけに、保護者のダイエット道場（火野暁音道場)と称した放課後クラブを開設し、部活動の時間を確保。以来、この道場は後輩保護者へと代々引き継がれている。
中学校の横断幕は「挑戦」。火野暁音道場の横断幕は「勝利願わば穴二つ」。
岡島 俊平（おかじま しゅんぺい）
背番号1。3年生。帝王児中学のキャプテンでライトスパイカー。鉄壁のメンタルをもち、劣勢でも心は平穏、優勢でも決して油断しない。阿月ですら「岡島の仮面を外すのは無理」と認めている。中学生離れした高度なプレーを軽々こなしてみせるが、それらはすべて「聞き流せない人間(タイプ)」であるがゆえのたゆまぬ努力によって磨かれたものである。その姿を見てきた糸川、源、久山からの信頼は厚い。
久山 葉月（くやま はづき）
背番号3。3年生。表センター。キャプテン岡島の小学校時代からの同級生。
糸川 みつる（いとかわ みつる）
背番号4。3年生。セッター。キャプテン岡島の小学校時代からの同級生。
宮崎 将太（みやざき しょうた）
背番号5。3年生。スパイカー。
源 栄人（みなもと えいと）
背番号8。3年生。裏レフト。キャプテン岡島の小学校時代からの同級生。
小沢 望（おざわ のぞむ）
背番号9。2年生。リベロ。
酒井 晃彦（さかい あきひこ）
背番号10。2年生。表レフト
鎌田 徹（かまた とおる）
背番号11。2年生。裏センター。
火野 暁音（ひの あかね）
「平日の5人」、女帝の異名をとる敏腕監督。「関西の悪夢」（阪神淡路大震災以後、関西地区では青少年の非行を防止する目的で、一部地域では教育委員会の圧力によって夜間練習ができなくなっていたこと）を保護者を巻き添えにした機転で解いてみせた人物で、その手腕には緑子も動揺を隠せないでいた。

### 折呉中学校
九州地区からの全国出場校。県名の明示はなく、離島（折呉島-おりごとう-。フィクション上の架空の島)に位置する。
横断幕は「大漁得点」。
山室 肇（やまむろ はじめ）
背番号4。折呉中唯一の3年生でキャプテン。絶対的権力を持っていた漁労長の息子を救った手柄から神様呼ばわりされている少年。父親の脱サラによる民宿経営で島にやってきた当初は皆からヨソモンと冷遇されていた。
ジュンさん（雪村 大五郎）
盛長文化大学の研究員の男性。選手としての知名度は皆無と本人が言っているが、バレーボールを教えることは上手。後にその正体は阿月の中学時代のチームメイトの雪村大五郎と判明。
荒木 歩美（あらき あゆみ）
折呉中学校新聞部3年
阪元 優一
背番号1。2年。レフト。
島津 友奈（しまず ともな）
背番号2。2年。セッター。折呉漁業組合組合長の孫。
遠藤 康太
背番号3。2年。センター
岩谷 真哉
背番号5。2年。ライト。
増勝
背番号6。2年。レフト
三島 鉄平
背番号7。2年。リベロ
本田 夏彦
背番号9。2年。レフト。

### 辻実東中学校
東北地区からの全国出場校。場所は山形県。辻斬りの辻実と呼ばれ、相手の急所を容赦なく攻めるバレーをする。過去の全国大会のブロック予選1回戦で、その年優勝候補とされる各地方の1位を何度も撃破してきた。
そのため、全国の敏腕監督らは東北ブロック1位か2位と当たらないように工作していた。「平日の5人」の一人である水上が率いる。
横断幕は「みせろ！オープンバレー」
水上 英典（みずかみ ひでのり）
辻実東中学校バレーボール部監督。いつも「斬」と書かれた扇子を扇いでいる。周囲は彼と当たらないように策をめぐらすほど恐れられているが、非常に心優しい性格で、生徒皆から慕われている。モデルは埼玉県富士見東中学校の井上英典監督。
木村 拓真（きむら たくま）
辻実東中学校バレーボール部コーチ。モデルは同中学校の木村卓也コーチ。
山岸 克実(カッチャン)
背番号2。3年生。エース。主将
林田 啓介（ケイちゃん）
背番号3。3年生。セッター。
杉本 文雄（フッくん）
背番号1。3年生。センター。
斉藤 幸義（ユキちゃん）
背番号7。3年生。セッター対角。
本間 守（マモちゃん）
背番号6。3年生。裏センター。
高田 弘道（ヒロくん）
背番号5。3年生。裏エース。
管 英太（エイタ）
背番号4。2年生。リベロ。

### 駿河栄蘭学園中学校
東海地区からの全国出場校。大会4連覇、前年度優勝校。「平日の5人」が率いる。前年は辻実東以外には全勝している。
月川 博文（つきかわ ひろふみ）
駿河栄蘭中学校バレーボール部監督。モデルは私立駿台学園中学校の海川博文監督。
重松 凛堂（しげまつ りんどう）
背番号6。3年生。去年の全中では正セッターとして全国制覇した。弟の紅葉に正セッターの座を奪われたため、今年はエースにポジションを変更している。
重松 紅葉（しげまつ こうよう）
背番号9。凛堂の弟。チャラチャラした外見とは裏腹に、日本一のセッター生成工場と名高い駿河栄蘭において2年生にして正セッターを務める実力者。味方すら振り回す強引なトスが持ち味。
山口 依帆（やまぐち よりほ）
背番号1。3年生裏エース。
池田 真由人（いけだ まゆと）
背番号4。3年生。セッター対角。
井上 俊哉（いのうえ としや）
背番号12。3年生。賢そうな眼鏡キャラ。
深澤 忍（ふかざわ しのぶ）
背番号7。3年生。リベロ。
吉岡 マリオ（よしおか まりお）
背番号2。2年生センター。

### 赤陽学園中学校
近畿地区4位代表。横断幕は「燃やせ赤陽魂！」。
中村 塁（なかむら るい）
背番号4。赤陽学園のキャプテンでレフトエース。野球好きな父親から「塁」と名付けられた。中学校に入るまでは野球をやっていたが、バレーに転向。エースとして頭角を現す。

### 日村化成ガンマンズ
阿月がアナリストを務めたチーム。
日村
会長。幸大学園に阿月を斡旋した。
片山、川上、満手
ガンマンズの選手。
北川
選手を引き連れて、ガンマンズ合同練習会に参加した。

### その他
雪村 大五郎（ゆきむら だいごろう）
折呉中学校のジュンさんと同一人物。
五十嵐 達也（いがらし たつや）
阿月曰く消息不明。
野間
徳山
木本
阿月の下道中時代のチームメイト。阿月同様に呪いにかけられた。
滝川 一樹
三秀の兄。大学生。
滝川 賢二郎
三秀の兄。
滝川 玲子
三秀の姉。

## 書誌情報
- 渡辺ツルヤ（原作）・ 西崎泰正（作画）『神様のバレー』芳文社〈芳文社コミックス〉、既刊38巻（2025年8月12日現在）
  1. 2013年6月15日発売[5]、ISBN 978-4-8322-3359-1
  2. 2013年9月17日発売[5]、ISBN 978-4-8322-3373-7
  3. 2014年1月16日発売[5]、ISBN 978-4-8322-3389-8
  4. 2014年5月16日発売[5]、ISBN 978-4-8322-3403-1
  5. 2014年9月16日発売[5]、ISBN 978-4-8322-3418-5
  6. 2015年1月15日発売[5]、ISBN 978-4-8322-3434-5
  7. 2015年5月16日発売[5]、ISBN 978-4-8322-3452-9
  8. 2015年9月16日発売[5]、ISBN 978-4-8322-3468-0
  9. 2016年1月16日発売[5]、ISBN 978-4-8322-3486-4
  10. 2016年5月16日発売[5]、ISBN 978-4-8322-3499-4
  11. 2016年9月16日発売[5]、ISBN 978-4-8322-3517-5
  12. 2017年1月16日発売[5]、ISBN 978-4-8322-3532-8
  13. 2017年5月16日発売[5]、ISBN 978-4-8322-3547-2
  14. 2017年9月15日発売[5]、ISBN 978-4-8322-3565-6
  15. 2018年1月16日発売[5]、ISBN 978-4-8322-3589-2
  16. 2018年5月16日発売[5]、ISBN 978-4-8322-3610-3
  17. 2018年9月14日発売[5]、ISBN 978-4-8322-3630-1
  18. 2019年1月16日発売[5]、ISBN 978-4-8322-3654-7
  19. 2019年5月16日発売[5]、ISBN 978-4-8322-3673-8
  20. 2019年9月13日発売[5]、ISBN 978-4-8322-3692-9
  21. 2020年1月16日発売[5]、ISBN 978-4-8322-3710-0
  22. 2020年5月14日発売[5]、ISBN 978-4-8322-3738-4
  23. 2020年9月16日発売[5]、ISBN 978-4-8322-3768-1
  24. 2020年12月16日発売[5]、ISBN 978-4-8322-3787-2
  25. 2021年4月15日発売[5]、ISBN 978-4-8322-3818-3
  26. 2021年8月16日発売[5]、ISBN 978-4-8322-3848-0
  27. 2021年12月16日発売[5]、ISBN 978-4-8322-3877-0
  28. 2022年4月14日発売[5]、ISBN 978-4-8322-3908-1
  29. 2022年8月16日発売[5]、ISBN 978-4-8322-3936-4
  30. 2022年12月15日発売[5]、ISBN 978-4-8322-3959-3
  31. 2023年4月14日発売[5]、ISBN 978-4-8322-3985-2
  32. 2023年8月16日発売[5]、ISBN 978-4-8322-0319-8
  33. 2023年12月14日発売[5]、ISBN 978-4-8322-0350-1
  34. 2024年4月16日発売[5]、ISBN 978-4-8322-0389-1
  35. 2024年8月16日発売[5]、ISBN 978-4-8322-0425-6
  36. 2024年12月16日発売[5]、ISBN 978-4-8322-0463-8
  37. 2025年4月16日発売[5]、ISBN 978-4-8322-0496-6
  38. 2025年8月12日発売[5]、ISBN 978-4-8322-0535-2